# Megalancistrus barrae
Megalancistrus barrae är en fiskart som först beskrevs av Steindachner, 1910.  Megalancistrus barrae ingår i släktet Megalancistrus och familjen Loricariidae. Inga underarter finns listade i Catalogue of Life.